# Элеонора Кастильская (принцесса Астурийская)
Элеонора Кастильская (Ленора; 10 сентября 1423, Вальядолид — 22 августа 1425, Кастромонте, Кастилия и Леон) — принцесса Астурийская и наследница трона Кастилии на протяжении нескольких месяцев — с сентября 1424 года по январь 1425 года.

## Биография
Элеонора была вторым ребенком короля Кастилии Хуана II и его первой жены Марии Арагонской. Её старшая сестра Екатерина, принцесса Астурийская, умерла через семь дней после первого дня рождения Элеоноры. Таким образом, годовалая инфанта стала наследницей престола. Её отец объявил её наследницей королевства и принцессой Астурийской вскоре после похорон её сестры. Новая принцесса Астурийская получила оммаж в присутствии своего короля-отца в городе Бургос.
Принцесса Элеонора удерживала этот титул и статус только в течение двух месяцев. 5 января 1425 года с рождением брата, будущего короля Энрике IV, она перестала быть наследницей. Элеонора, которая теперь была всего лишь инфантой и второй в очереди на престол, умерла в том же году возле цистерцианского монастыря в Ла-Эспина. Она была похоронена там же, возле алтаря.